# Цешинський конфлікт
Цешинський конфлікт (пол. konflikt o Śląsk Cieszyński) також Тешинський конфлікт (чеськ. Československo-polský spor o Těšínsko) — військово-дипломатичне протистояння новостворених Чехословацької республіки та Польської республіки у 1918—1920 роках навколо прикордонних територій в Цешинській Сілезії. Один з низки Польсько-чехословацьких прикордонних конфліктів.

## Передумови конфлікту
Історично область навколо міста Цешин належала сілезькому Цешинському князівсту (Цешинському герцогству), яке з XIV століття належало Богемській короні. Особливістю території є значне домінування польського населення над чеським (приблизно 80 %). Після створення Чехословаччини 28 жовтня 1918 року та незадовго до проголошення незалежності Польщею 7 листопада 1918 року постала необхідність встановлення кордонів між ними у спірних територіях. Своїй стратегічно важливій ролі регіон Цешина завдячував численним шахтам із багатими запасами вугілля та залізничному вузлу, через який проходить важлива залізнична магістраль Богумін (Чехія) — Краків (Польща) — Кошиці (Словаччина).

## Хід подій
5 листопада 1918 р. уряди Польщі та Чехословаччини порозумілися щодо вирішення проблемного питання кордону Цешинської області. Унаслідок договору значні території із переважно польським населенням відійшли до Польщі, проте місто Фриштат та інші економічно важливі регіони — до Чехословаччини (26 із 36 вугільних шахт опинилися під чехословацьким контролем). Було зазначено тимчасовий характер угоди, що підлягала перегляду.
10 грудня 1918 р. новостворений польський уряд вирішив провести на підконтрольних йому територіях вибори до Сейму, з чим категорично не погоджувався уряд Чехословаччини, що вимагав якнайшвидшого перегляду попередніх домовленостей. Через тиждень Польща оголосила мобілізацію, а вже 19 грудня було оголошено мобілізацію на території Чехословаччини. У такому напруженому стані відносини між державами збереглися до 23 січня 1919 р., коли польський уряд вирішив відвести незадовго до місцевих виборів свої війська зі спірних територій, не визнаючи претензій Чехословаччини щодо них.
Того ж дня, 23 січня 1919 р., конфлікт перейшов до фази відкритого військового протистояння. Чехословацька армія здійснила прорив вглиб польської території, спричинивши втрати в 200 осіб з обох сторін та приблизно 1000 поранених. Додатково з необхідністю протистояння польській армії, чехословацькі збройні сили наштовхнулися на масовий збройний спротив місцевого цивільного населення.
Деякий час конфлікт не переходив в активнішу стадію. Уже в січні за участю союзників-країн Антанти розпочалися переговори конфліктних сторін, що призвело до підписання Паризького протоколу від 03 лютого 1919 р., згідно з яким країнам заборонялося використовувати збройні сили для подальшого вирішення конфлікту та визначалася сфера компетенції новоствореної перевірчої комісії за участю всіх держав (Вудро Вільсон, Ллойд-Джордж, Орландо, Клемансо та Бенеш, Дмовські), що брали участь у перемовинах, основним першочерговим завданням якої було недопущення ескалації конфлікту та визначення подальшої долі краю.
25 травня 1919 р. у Празі відбулася зустріч Т. Масарика та І. Я. Падеревського, на якій перший вимагав від імені чехословацького уряду перегляду домовленостей та надання Чехословаччині чергових регіонів, останній у свою чергу відмовлявся будь-яким чином офіційно визнавати легітимною військову агресію Чехословаччини взимку 1919 р.
Переговори у Кракові 21-27 липня 1919 р. також не призвели до відчутних змін. На фоні активізації терористичної діяльності Польської військової організації на спірних територіях та містах Олава та Спиш країни-учасниці Антанти (США, Велика Британія, Королівство Італія) та сторони конфлікту домовилися 10 вересня 1919 р. щодо вжиття заходів з проведення місцевого плебісциту з метою подальшого визначення долі територій. Польський уряд більш активно лобіював такий варіант подій, зважаючи на переважну більшість польського населення в Цешинській області. Французька республіка не висловила своєї підтримки союзникам по Антанті, беручи до уваги свій вплив на території Чехословаччини, що надалі постійно відкладала проведення плебісциту та перешкоджала його проведенню на території Польщі, чекаючи на більш сприятливі політичні обставини. У той же час, Польща була зацікавлена в якнайшвидшому вирішенні конфлікту на тлі радянсько-польської війни.

## Вирішення конфлікту
Лише 28 липня 1920 р. після переговорів на Паризькій конференції та у договорі, підписаному сторонами у м. Спа тимчасово було вирішено питання Цешинської області. Так, 1000 км² території із населенням в 143 тисяч осіб відійшло до Польщі, 1300 км² із населенням в 284 тисяч осіб (120 тисяч осіб серед них — поляки) — до Чехословаччини. Як компенсацію за втрачені території безпосередньо біля м. Цешин Польща отримала м. Олава та Польський Спиш. Безпосередньо ж місто Цешин було вирішено поділити — західна його частина із залізничною станцією відійшли Чехословаччині, решта ж залишилося за Польщею. Остаточно протокол було підписано після вагань з боку польського уряду 31 липня 1920 р.